# Stanisław Nowak (lekarz)
Stanisław Nowak (ur. 7 marca 1874 w Łęczycy, zm. 3 lipca 1940 w Apolonce) – polski lekarz, społecznik i działacz samorządowy.

## Życiorys
Urodził się 7 marca 1874 w Łęczycy, w rodzinie Wincentego (zm. 1907) i Wandy ze Srzedzińskich. Ukończył w 1893 gimnazjum w Warszawie. Rozpoczął studia na wydziale lekarskim Cesarskiego Uniwersytetu Warszawskiego. W 1894 za udział w manifestacji ku czci Kilińskiego został skreślony z listy słuchaczy i po dwumiesięcznym uwięzieniu zesłany przez władze carskie do Tambowa w Rosji. Studia medyczne ze specjalnością ginekologia ukończył w 1900 na uniwersytecie w Charkowie. Praktyki odbywał w Łęczycy, następnie pracował w krakowskim szpitalu św. Ludwika i we lwowskiej klinice położniczej. Znajdował się pod wpływem twórczości naukowej Władysława Biegańskiego, co było jednym z powodów jego osiedlenia w Częstochowie w czerwcu 1902. Miesiąc później zamieszkał w domu przy Alei NMP 55, a następnie 33, gdzie przez wiele lat prowadził prywatną praktykę, która rozwinęła się po 1907, kiedy zakończył pracę w przytułku położniczym przy ul. Jasnogórskiej. W 1912 otworzył w domu zakład ginekologiczno-położniczy na 12 łóżek.
Sekretarz Towarzystwa Lekarskiego Częstochowskiego (1904–1906) i Towarzystwa Lekarzy Polskich w Częstochowie. Członek Towarzystwa Śpiewaczego „Lutnia”, Towarzystwa Dobroczynności dla Chrześcijan (jako lekarz kolonii letnich), częstochowskiego oddziału Polskiego Towarzystwa Krajoznawczego, klubowego Stowarzyszenia Kupców Polskich, Towarzystwa Pracy Społecznej i Towarzystwa Pożyczkowo-Oszczędnościowego. Będąc prezesem zarządu częstochowskiego oddziału Warszawskiego Towarzystwa Higienicznego (1907–1914) wygłaszał odczyty o alkoholizmie, był inicjatorem budowy Muzeum Higienicznego i pomysłodawcą umieszczenia w nim wystawy przeciwgruźliczej. Od 1910 pełnił funkcję zastępcy lekarza kolejowego (wcześniej był jego zastępcą). W latach 1906–1908 lekarz, członek zarządu i nauczyciel w społecznym gimnazjum polskim w Częstochowie. Nauczał także na pensji. W 1906 z ramienia postępowców bezskutecznie startował w wyborach do Dumy. Współzałożyciel (1906) i przez krótki okres prezes Towarzystwa Szerzenia Wiedzy, z którego wystąpił w proteście przeciw przyjęciu do biblioteki stowarzyszenia książek w języku jidysz.
W latach 1916–1931 brał czynny udział w życiu politycznym Częstochowy, m.in. był członkiem rady miejskiej, piastował funkcję przewodniczącego rady miejskiej (1919–1925) i wiceprezydenta (1928–1930). Działał również w Związku Miast Polskich. Odsunięty został od władzy przez sanację.
Autor trzytomowego zbioru Z moich wspomnień, cz. I - Lata szkolne 1884–1902, cz. II - Częstochowa (lipiec 1902–lipiec 1914), cz. III - Samorząd m. Częstochowy w latach 1916–1931.
W ramach akcji AB uwięziony, a następnie zamordowany w lesie pod Apolonką k. Janowa. 

## Ordery i odznaczenia
- Złoty Krzyż Zasługi[1]